# 弁護士法
弁護士法（べんごしほう、昭和24年6月10日法律第205号）は、弁護士制度に関する日本の法律である。
所管官庁は法務省である。弁護士、弁護士法人の使命、職務、弁護士会の制度などを定めるほか、無資格者の法律事務の取扱い禁止、法律事務を取り扱う表示の禁止、弁護士、法律事務所の名称使用禁止（非弁活動の禁止）などを定める。

## 概説

### 沿革
1892年に制定された代言試験手数料納付方（明治25年7月11日司法省令第6号）の後継法として、1893年に、弁護士法（明治26年3月4日法律第7号。いわゆる「旧々弁護士法」）が制定された。
旧々弁護士法においては、司法大臣の定める試験に合格した者に弁護士資格が認められたほか、帝国大学法学部の卒業生等には無試験で弁護士資格が与えられた。
同法により、それまで代言人であったものは、6ヶ月以内に弁護士登録することで引き続き弁護士となることができることとされた。
また、従前の代言人組合に代わるものとして、各地方裁判所に対応して弁護士会の設立および加入が義務付けられた。ただし、当時の弁護士会に法人格はなかった。
1933年、弁護士法（昭和8年5月1日法律第53号、昭和11年施行。通称「旧弁護士法」）に全部改正された。主要な改正点は以下のとおりである。
1. 業務範囲が拡大され、法廷外においても弁護士業務を行うことが認められた。
2. 弁護士試補制度が導入された。
3. 女性が弁護士資格を取得することが認められた。
4. 弁護士会に法人格が付与された。
5. 監督官庁が地方裁判所の検事正から司法大臣に変更された。

現行の弁護士法（昭和24年6月10日法律第205号）は、1949年に旧弁護士法を全部改正する形で立法された（現行弁護士法序文）。

### かつての外地
明治時代から1949年までの弁護士法は、裁判所構成法と同様、当時外地とされていた朝鮮には施行されたことがなかった。

## 構成
- 第一章 弁護士の使命及び職務（第1条 - 第3条）
- 第二章 弁護士の資格（第4条 - 第7条）
- 第三章 弁護士名簿（第8条 - 第19条）
- 第四章 弁護士の権利及び義務（第20条 - 第30条）
- 第四章の二 弁護士法人（第30条の2条 - 第30条の30）
- 第五章 弁護士会（第31条 - 第44条）
- 第六章 日本弁護士連合会（第45条 - 第50条）
- 第七章 資格審査会（第51条 - 第55条）
- 第八章 懲戒 
  - 第一節 懲戒事由及び懲戒権者等（第56条 - 第63条）
  - 第二節 懲戒請求者による異議の申出等（第64条 - 第64条の7）
  - 第三節 懲戒委員会（第65条 - 第69条）
  - 第四節 綱紀委員会（第70条 - 第70条の9）
  - 第五節 綱紀審査会（第71条 - 第71条の7）
- 第九章 法律事務の取扱いに関する取締り（第72 - 第74条）
- 第十章 罰則（第75条 - 第79条の2）
- 附則（第80条 - 第92条）

## 内容

### 弁護士の資格・名簿
弁護士の資格の得喪は本法に規定されている（第2章、第3章）。
司法修習を修了した者、または弁護士法上の特例を満たした者が、日本弁護士連合会の審査を経て弁護士名簿への登録を受けることで弁護士となる。
弁護士法に定める欠格事由（第7条）が発生した場合は、弁護士資格を失う。

#### 資格審査会
弁護士登録について必要な審査を行う機関であり、弁護士会、日本弁護士連合会に設置される（第7章）。会長と委員数名によって構成され、会長は弁護士会長または日弁連会長が務め、委員は弁護士・裁判官・検察官・学識経験者から選ばれる（第52条第1項ないし第3項）。

### 弁護士の権利・義務
法律事務所の設置義務、会則の遵守義務、守秘義務、非弁提携の禁止などを定める（第4章）。

### 弁護士法人
弁護士法人は、弁護士を社員とし、訴訟活動などを行う法人である。平成14年に施行された本法改正により設立が認められるようになった（第4章の2）。

### 弁護士会・日本弁護士連合会
弁護士会は、弁護士・弁護士法人の指導・連絡・監督に関する事務を行う（第5章）。弁護士会は地方裁判所の管轄区域ごとに設立される（第32条）。
全国の弁護士会が組織する会が日本弁護士連合会（日弁連）である（第6章）。

### 懲戒
会則違反やその品位を失うべき非行があった弁護士または弁護士法人は、本法に定める手続を経て懲戒を受ける（第8章）。懲戒権者はその弁護士等が所属する弁護士会である。

### 法律事務の取扱いに関する取締り
弁護士による法律事務の独占（第3条）に実効性を持たせるため、非弁護士による法律事務の取扱いを規制する規定が置かれている（第9章）。
- 非弁行為（弁護士資格を持たずに弁護士の業務を行うこと）の禁止（第72条）

- 係争権利の譲受・業としての行使等の禁止（第73条）
- 非弁護士等による「弁護士」「弁護士法人」「法律相談」「法律事務所」等の標示の禁止（第74条）

### 罰則
主に以下のような行為に対しては罰則が定められている。
- 資格がない者による虚偽登録等（第75条）
- 依頼者の相手方からの利益を受けること（本法上の意味での「汚職」。第26条、第76条）
- 非弁行為（第72条、第77条第3号）および非弁提携（弁護士と非弁護士の違法な提携関係。第27条、第77条第1号）。
- 係争権利の譲受等の禁止に違反する行為（第28条、第73条、第77条第2号・第4号）
- 虚偽標示の禁止違反の罪（第74条、第77条の2）